# Світ примар
«Світ примар» — комедійна драма режисера Террі Цвігофф, яка здобула численні кінонагороди та номінації на престижні премії. Головних героїнь — випускниць школи зіграли Тора Берч і Скарлетт Йоганссон.

## Сюжет
На випускному Енід отримує диплом за яким вона має ще відвідувати заняття з мистецтва влітку. Її подруга Ребекка швидко влаштовується на роботу та вони планують орендувати житло разом. Головні героїні проводять багато часу розважаючись і насміхаючись над іншими. Побачивши об'яву в газеті від чоловіка на ім'я Сеймур, який розшукував жінку, з якою він випадково познайомився, Енід телефонує йому, представившись нею. Вона запрошує його на побачення. Дівчата та їхній друг Джош потайки спостерігали за Сеймуром та сміялися над ним. Компанія вирішує прослідкувати, де живе незнайомець. Потім Енід зустрічає його на гаражному розпродажі. Вона знайомиться з ним, купує стару платівку. Їм вдається потоваришувати й дівчина вирішує допомогти знайти йому жінку.
На заняттях з мистецтва Енід отримує схвальні відгуки на свої роботи. Після знайомства з Сеймуром вона все менше часу стала проводити з Ребеккою, все більше — з новим другом. Коли чоловіку телефонує Дана за його об'явою з газети, Енід підштовхувала його погодитись на побачення. З часом виявляється, що Дані з Сеймуром цікаво один з одним. Чоловік стає менше спілкуватися з Енід, що починає дратувати її. До того ж Ребекка налаштована більш серйозно стати самостійною та почати жити окремо від батьків, як і планувалося з подругою, але Енід не поспішає влаштовуватись на роботу та щось змінювати в своєму житті. Дівчата сваряться.
На виставці робіт учнів картину Енід, яку вона взяла у Сеймура, жорстоко критикують. Енід позбавляють стипендії на безкоштовне навчання. Її батько повідомляє, що хоче почати жити з жінкою Максін, яку Енід ненавидить. Вона шукає заспокоєння у Сеймура та в розмові пропонує жити разом. Обміркувавши пропозицію, він кидає Дану. Сеймура звільняють, бо публікують фото з виставки з картиною, яку не можна було показувати. Сеймур безуспішно намагається зв'язатися з дівчиною. Він шукає її у Ребекки, яка і розповідає чоловікові про їхній розіграш з телефонним дзвінком. Засмучений і розгніваний він кидається на пошуки дівчини та забігає в крамницю до Джоша. Відбувається сутичка в якій травмують Сеймура, його шпиталізують. Енід приходить до лікарні, де у розмові з Сеймуром дає зрозуміти, що в них нічого не вийде.
На зупинці автобуса, маршрут якого скасували кілька років тому, Енід і Ребекка часто бачили чоловіка похилого віку Нормана. Того дня Енід бачить як він сідає в нього, а наступного — вона стоїть на цій зупинці, на яку знову прибуває автобус.

## У ролях
| Актор              | Роль        |
| ------------------ | ----------- |
| Тора Берч          | Енід        |
| Скарлетт Йоганссон | Ребекка     |
| Бред Ренфро        | Джош        |
| Стів Бушемі        | Сеймур      |
| Пет Гілі           | Джон Елліс  |
| Іллеана Дуглас     | Роберта     |
| Боб Балабан        | батько Енід |
| Стейсі Тревіс      | Дана        |
| Тері Гарр          | Максін      |
| Девід Кросс        | Джеррольд   |

## Створення фільму

### Виробництво
Зйомки фільму проходили в Каліфорнії, США.

### Знімальна група
- Кінорежисер — Террі Цвігофф
- Сценаристи — Террі Цвігофф, Деніел Клоуз
- Кінопродюсери — Джон Малкович, Рассел Сміт
- Композитор — Девід Кітей
- Кінооператор — Аффонсо Беату
- Кіномонтаж — Керол Кравец Айканян, Майкл Р. Міллер
- Художник-постановник — Едвард Т. Мак-Евой
- Артдиректор — Алан Е. Мураока
- Художник-декоратор — Ліза Фішер
- Художник по костюмах — Мері Зофрес
- Підбір акторів — Кассандра Кулукундіс[2].

### Саундтреки
| Виконавець                    | Назва пісні                | Автори                                                   |
| ----------------------------- | -------------------------- | -------------------------------------------------------- |
| Мухаммед Рафі                 | «Jaan Pehechan Ho»         | Шанкар Джейкшан, Шайлендра                               |
| Vanilla, Jade and Ebony       | «Graduation Rap»           | Ніколь Сілл, Гай Томас                                   |
| Orange Colored Sky            | «Mister Magic»             | Ральф Мак-Дональд, Вільям Солтер, Рік Флешмен            |
| Orange Colored Sky            | «Where Is the Love»        | Ральф Мак-Дональд, Вільям Солтер, Рік Флешмен            |
| Вейн Костер                   | «A Tender Moment»          | Вейн Костер                                              |
| Йоханна Хальварссон           | «Never Gonna Stop»         | Сара Нагоурні, Джим Дайк, Річард Евенлінд, Денніс Бумдал |
| The Unknowns                  | «Bucket»                   | Е. Буш, Браян Мухаммед                                   |
| Rachid                        | «Hooked On You»            | Чарлі Пеннакіо, Денніс Іра Клеймен, Чак Гіском           |
|                               | «Happy Shoppers»           | Дік Волтер                                               |
| The Shadowmen                 | «Disco Hippy»              | Чарлі Пеннакіо, Денніс Іра Клеймен, Стів Вулф            |
| Том Андерсон                  | «Find a Way to Win»        | Том Андерсон                                             |
| Sirens                        | «Gonna Have Fun»           | Курт Куомо, Джейк Гукер                                  |
| Пол Кафаро                    | «Zine-O-Phobia Music»      | Пол Кафаро, Террі Цвігофф                                |
| Buzzcocks                     | «What Do I Get»            | Піт Шеллі                                                |
| Скіп Джеймс                   | «Devil Got My Woman»       | Скіп Джеймс                                              |
| Mr. Freddie                   | «Let's Go Riding»          | Фредді Сприелл                                           |
|                               | «Going My Way»             | Джефф Річмен                                             |
|                               | «Stargate Trailer»         | Джефф Іден Феа, Старр Пароді                             |
|                               | «The Pinnacle»             | Джеймі Данлеп, Скотт Ніколі                              |
| Вінс Джордано, The Nighthawks | «Georgia On My Mind»       | Хогі Кармайкл, Стюарт Горрелл                            |
| Вінс Джордано, The Nighthawks | «I Must Have It»           | Девідсон Нельсон, Джозеф Олівер                          |
| Крейг Вентреско               | «Scalding Hot Coffee Rag»  | Крейг Вентреско                                          |
| ADZ                           | «Surfin' Planet Speedball» | Брюс Дафф                                                |
| Blueshammer                   | «Pickin' Cotton Blues»     | Террі Цвігофф, Стів Пірсон, Гай Томас                    |
| Blueshammer                   | «Blueshammer Blues»        | Гай Томас                                                |
| Ліонель Беласко               | «Venezuela»                | Віктор Мануель Колон                                     |
| Вінс Джордано, The Nighthawks | «You're Just My Type»      | Девідсон Нельсон, Джозеф Олівер                          |
|                               | «Bertha Lands»             | Джефф Іден Феа, Старр Пароді                             |
|                               | «Warning»                  | Джефф Іден Феа, Старр Пароді                             |
| Джо Лервольд                  | «Mezzanine Dream»          | Джо Лервольд                                             |
| Ліонель Беласко               | «Miranda»                  | Томас Пасатлері, Луїс Філлірс                            |
| Ashford & Simpson             | «Solid (As a Rock)»        | Ніколас Ешфорд, Валері Сімпсон                           |
| Джин Гарріс                   | «Blues for Basie»          | Джин Гарріс                                              |
| Скіп Джеймс                   | «Clarice»                  | Скіп Джеймс                                              |
| Вінс Джордано, The Nighthawks | «Let's Go Riding»          | Тіні Пархем                                              |
| Ліонель Беласко               | «Las Palmas De Maracaibo»  | Ліонель Беласко                                          |
| Patience & Prudence           | «A Smile and a Ribbon»     | Роберт Веллс, Марк Мак-Інтайр                            |

## Сприйняття

### Критика
Фільм отримав схвальні відгуки. На сайті Rotten Tomatoes оцінка стрічки становить 92 % на основі 155 відгуків від критиків (середня оцінка 7,8/10) і 84 % від глядачів із середньою оцінкою 3,7/5 (73 247 голосів). Фільму зарахований «свіжий помідор» від кінокритиків та «попкорн» від глядачів, Internet Movie Database — 7,4/10 (102 589 голосів), Metacritic — 88/100 (31 відгук критиків) і 8,4/10 від глядачів (150 голосів).

### Номінації та нагороди
| Нагороди та номінації фільму «Світ примар» | Нагороди та номінації фільму «Світ примар» | Нагороди та номінації фільму «Світ примар»       | Нагороди та номінації фільму «Світ примар» | Нагороди та номінації фільму «Світ примар» | Нагороди та номінації фільму «Світ примар» |
| Рік                                        | Кінофестиваль/кінопремія                   | Категорія/нагорода                               | Номінант                                   | Результат                                  |                                            |
| ------------------------------------------ | ------------------------------------------ | ------------------------------------------------ | ------------------------------------------ | ------------------------------------------ | ------------------------------------------ |
| 2001                                       | Спілка кінокритиків Бостона                | Найкраща жіноча роль другого плану               | Скарлетт Йоганссон                         | Номінація                                  |                                            |
| 2001                                       | Спілка кінокритиків Бостона                | Найкраща чоловіча роль другого плану             | Стів Бушемі                                | Номінація                                  |                                            |
| 2001                                       | Спілка кінокритиків Бостона                | Найкращий сценарій                               | Террі Цвігофф, Деніел Клоуз                | Номінація                                  |                                            |
| 2001                                       | Кінофестиваль у Довілі                     | Приз за акторську майстерність                   | Тора Берч                                  | Перемога                                   |                                            |
| 2001                                       | Кінофестиваль у Довілі                     | Особливий приз журі                              | Террі Цвігофф                              | Перемога                                   |                                            |
| 2001                                       | Кінофестиваль у Довілі                     | Гран-прі                                         | Террі Цвігофф                              | Номінація                                  |                                            |
| 2001                                       | Коло кінокритиків Канзас-Сіті              | Найкраща чоловіча роль другого плану             | Стів Бушемі                                | Перемога                                   |                                            |
| 2001                                       | Кінофестиваль у Карлових Варах             | «Кришталевий глобус»                             | Террі Цвігофф                              | Номінація                                  |                                            |
| 2001                                       | Кінофестиваль у Карлових Варах             | Приз екуменічного журі                           | Террі Цвігофф                              | Перемога                                   |                                            |
| 2001                                       | Асоціація кінокритиків Лос-Анджелеса       | Найкращий сценарій                               | Террі Цвігофф, Деніел Клоуз                | Номінація                                  |                                            |
| 2001                                       | Національна рада кінокритиків США          | Особливі досягнення                              | «Світ примар»                              | Перемога                                   |                                            |
| 2001                                       | Спільнота кінокритиків Нью-Йорка           | Найкраща акторка другого плану                   | Скарлетт Йоганссон                         | Номінація                                  |                                            |
| 2001                                       | Спільнота кінокритиків Нью-Йорка           | Найкращий актор другого плану                    | Стів Бушемі                                | Перемога                                   |                                            |
| 2001                                       | Спільнота кінокритиків Нью-Йорка           | Найкраща дебютна стрічка                         | Террі Цвігофф                              | Номінація                                  |                                            |
| 2001                                       | Спільнота кінокритиків Сан-Дієго           | Найкращий фільм                                  | «Світ примар»                              | Перемога                                   |                                            |
| 2001                                       | Спільнота кінокритиків Сан-Дієго           | Найкраща акторка                                 | Тора Берч                                  | Перемога                                   |                                            |
| 2001                                       | Спільнота кінокритиків Сан-Дієго           | Найкращий режисер                                | Террі Цвігофф                              | Перемога                                   |                                            |
| 2001                                       | Спільнота кінокритиків Сан-Дієго           | Найкращий адаптований сценарій                   | Террі Цвігофф, Деніел Клоуз                | Перемога                                   |                                            |
| 2001                                       | Спільнота кінокритиків Сан-Дієго           | Спеціальна нагорода                              | Стів Бушемі                                | Номінація                                  |                                            |
| 2001                                       | Асоціація кінокритиків Торонто             | Найкраща жіноча роль                             | Тора Берч                                  | Перемога                                   |                                            |
| 2001                                       | Асоціація кінокритиків Торонто             | Найкраща жіноча роль другого плану               | Скарлетт Йоганссон                         | Перемога                                   |                                            |
| 2001                                       | Асоціація кінокритиків Торонто             | Найкраща чоловіча роль другого плану             | Стів Бушемі                                | Номінація                                  |                                            |
| 2001                                       | Асоціація кінокритиків Торонто             | Найкращий сценарій                               | Террі Цвігофф, Деніел Клоуз                | Номінація                                  |                                            |
| 2002                                       | «Оскар»                                    | Найкраща адаптований сценарій                    | Террі Цвігофф, Деніел Клоуз                | Номінація                                  |                                            |
| 2002                                       | «Золотий глобус»                           | Найкраща жіноча роль (комедія або мюзикл)        | Тора Берч                                  | Номінація                                  |                                            |
| 2002                                       | «Золотий глобус»                           | Найкраща чоловіча роль другого плану             | Стів Бушемі                                | Номінація                                  |                                            |
| 2002                                       | «Сатурн»                                   | Cinescape Genre Face of the Future Award (жінка) | Тора Берч                                  | Номінація                                  |                                            |
| 2002                                       | Премія британського незалежного кіно       | Найкращий іноземний незалежний фільм             | «Світ примар»                              | Номінація                                  |                                            |
| 2002                                       | Асоціація кінокритиків Чикаго              | Найкращий актор другого плану                    | Стів Бушемі                                | Перемога                                   |                                            |
| 2002                                       | Асоціація кінокритиків Чикаго              | Найкращий сценарій                               | Террі Цвігофф, Деніел Клоуз                | Номінація                                  |                                            |
| 2002                                       | Асоціація кінокритиків Чикаго              | Найкраща акторка                                 | Тора Берч                                  | Номінація                                  |                                            |
| 2002                                       | «Імперія»                                  | Премія за незалежний дух                         | Террі Цвігофф                              | Номінація                                  |                                            |
| 2002                                       | «Незалежний дух»                           | Найкращий дебютний сценарій                      | Террі Цвігофф, Деніел Клоуз                | Перемога                                   |                                            |
| 2002                                       | «Незалежний дух»                           | Найкраща чоловіча роль другого плану             | Стів Бушемі                                | Перемога                                   |                                            |
| 2002                                       | «Незалежний дух»                           | Найкращий дебютний фільм                         | Террі Цвігофф                              | Номінація                                  |                                            |
| 2002                                       | «Золотий трейлер»                          | Найкраща комедія                                 | «Світ примар»                              | Номінація                                  |                                            |
| 2002                                       | «Нагороди MTV»                             | Найкраща цитата                                  | Тора Берч                                  | Номінація                                  |                                            |
| 2002                                       | «Нагороди MTV»                             | Найкращий одяг                                   | Тора Берч                                  | Номінація                                  |                                            |
| 2002                                       | «Національна спілка кінокритиків США»      | Найкращий актор другого плану                    | Стів Бушемі                                | Перемога                                   |                                            |
| 2002                                       | «Національна спілка кінокритиків США»      | Найкращий сценарій                               | Террі Цвігофф, Деніел Клоуз                | Номінація                                  |                                            |
| 2002                                       | «Супутник»                                 | Найкраща акторка                                 | Тора Берч                                  | Номінація                                  |                                            |
| 2002                                       | «Супутник»                                 | Найкращий актор другого плану                    | Стів Бушемі                                | Номінація                                  |                                            |
| 2002                                       | Гільдія сценаристів США                    | Найкращий адаптований сценарій                   | Террі Цвігофф, Деніел Клоуз                | Номінація                                  |                                            |
| 2002                                       | «Молодий актор»                            | Найкращий комедійний фільм                       | «Світ примар»                              | Номінація                                  |                                            |